# Anáhuac (Texas)
Anáhuac es una ciudad ubicada en el condado de Chambers en el estado estadounidense de Texas. Su nombre proviene del náhuatl atl "agua" y nawak "cerca de". En el Censo de 2010 tenía una población de 2.243 habitantes y una densidad poblacional de 407,35 personas por km².

## Geografía
Anáhuac se encuentra ubicada en las coordenadas 29°45′54″N 94°40′43″O / 29.76500, -94.67861. Según la Oficina del Censo de los Estados Unidos, Anáhuac tiene una superficie total de 5.51 km², de la cual 5.51 km² corresponden a tierra firme y (0%) 0 km² es agua.

## Demografía
Según el censo de 2010, había 2.243 personas residiendo en Anáhuac. La densidad de población era de 407,35 hab./km². De los 2.243 habitantes, Anáhuac estaba compuesto por el 66.43% blancos, el 14.4% eran afroamericanos, el 0.31% eran amerindios, el 0.62% eran asiáticos, el 15.2% eran de otras razas y el 3.03% pertenecían a dos o más razas. Del total de la población el 25.5% eran hispanos o latinos de cualquier raza.

## Educación

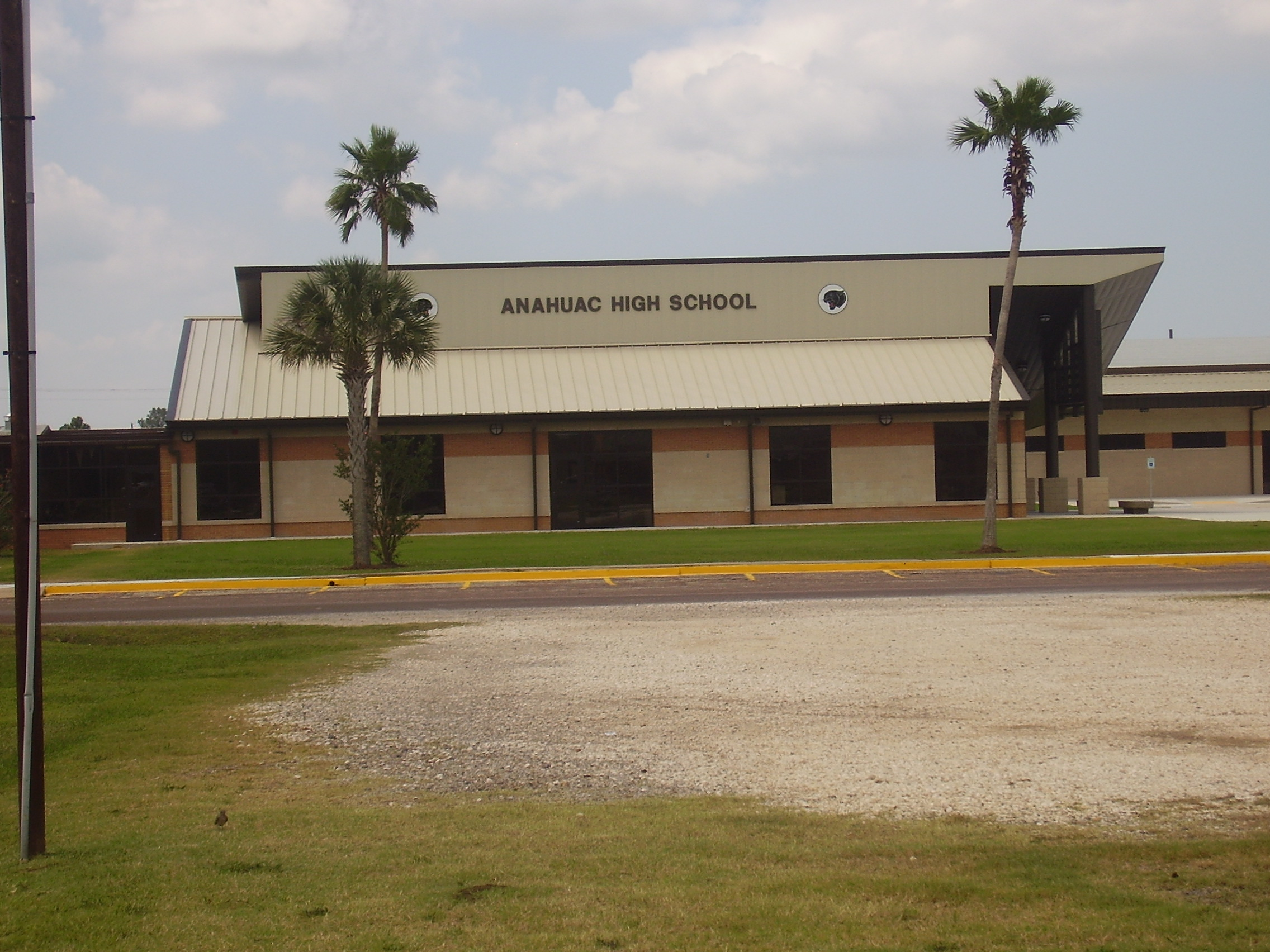
Escuela Preparatori Anahuac (Anahuac High School)

El Distrito Escolar Independiente de Anáhuac (Anahuac Independent School District) gestiona escuelas públicas.